# Roger North, 2. Baron North
Roger North, 2. Baron North (* 27. Februar 1530 in London; † 3. Dezember 1600 ebenda) war ein englischer Politiker der Tudor-Zeit.

## Leben und parlamentarisches Wirken
Roger North wurde am 27. Februar 1530 in London als Sohn von Edward North geboren, der 1554 zum Baron North erhoben wurde. Da sein Vater unter Heinrich VIII. eine bedeutende Rolle spielte, war sein Weg als politisch tätiger Mensch gewissermaßen vorgegeben: enge Verbindung zu den Tudors, parlamentarische Karriere im Unter- und Oberhaus und militärische wie administrative Verdienste. Er begann seine parlamentarische Laufbahn als Abgeordneter des House of Commons für Cambridgeshire. Diesen Sitz, welchen auch schon sein Vater gehalten hatte, hatte er 1555, 1559 und von 1563 bis 1564 eingenommen. Am 15. Januar 1559 wurde er anlässlich der Krönung von Elisabeth I. zum Knight of the Bath geschlagen. 1564 erbte er beim Tod seines Vaters dessen Adelstitel und wurde damit Mitglied des House of Lords.

## Außerparlamentarische Tätigkeiten
Roger North nahm zunächst eine Anwaltstätigkeit auf und wurde 1561 in Gray’s Inn aufgenommen. 1565 wurde er zum Musterungskommissar für Cambridgeshire ernannt. Im Januar 1587 begleitete er Henry Radclyffe, 4. Earl of Sussex nach Wien, um dort Kaiser Maximilian II. im Auftrag der Königin den Hosenbandorden zu überreichen. Nach seiner Rückkehr wurde er zum High Steward von Cambridgeshire ernannt. 1572 war er einer der Peers, die Thomas Howard, 4. Duke of Norfolk des Hochverrats anklagten. Danach wurde er Botschafter in Frankreich. Nach seiner Rückkehr von dieser diplomatischen Mission besuchte ihn die Königin im September 1578 in seinem Landsitz Kirtling Tower. Eine weitere, diesmal militärische Verwendung, war seine Teilnahme an einem Feldzug unter Robert Dudley, 1. Earl of Leicester in den Niederlanden (Achtzigjähriger Krieg). Dabei wurde er 1586 bei der Schlacht von Zutphen verwundet. Wegen seiner Tapferkeit schlug ihn daraufhin die Königin zum Knight Banneret. 1588 wurde er Lord Lieutenant von Cambridgeshire, außerdem Captain der leichten Kavallerie in der königlichen Leibgarde. Am 30. August 1596 berief ihn Elisabeth in das Privy Council und ernannte ihn gleichzeitig zum Treasurer of the Household. Roger North war einer der Unterzeichner des Vertrages mit den Niederlanden vom 16. August 1598.
Roger North, der 2. Baron North, starb am 3. Dezember 1600 und wurde in Kirtling begraben. Da sein ältester Sohn Sir John bereits 1597 verstorben war, beerbte ihn sein Enkel Dudley North als 3. Baron North.